# Malcolm Fraser
John Malcolm Fraser (Toorak, Victoria; 21 de mayo de 1930 – Melbourne; 20 de marzo de 2015) fue un político australiano que ejerció como primer ministro de Australia desde 1975 hasta 1983.
Licenciado en Filosofía, Política y Económicas por el Magdalen College de la Universidad de Oxford, su carrera pollítica comenzó en 1952 como miembro del Partido Liberal. En 1955 fue elegido parlamentario en la Cámara de Representantes por la circunscripción de Warron (Victoria). Ha ostentado cargos de responsabilidad en los gobiernos liberales de Harold Holt, John Gorton y William McMahon como ministro del Ejército (1966-1968), ministro de Educación y Ciencia (1968-1969 y 1971-1972) y ministro de Defensa (1969-1971), y a partir de 1975 asumió el liderazgo del Partido Liberal.
En noviembre de 1975, seis meses después de haberse convertido en el jefe de la oposición, asumió como primer ministro gracias a una crisis constitucional por la que el gobernador general, John Kerr, destituyó al gobierno laborista de Gough Whitlam y disolvió el parlamento para romper el bloqueo institucional en el que se hallaba inmerso el país. Un mes más tarde, la Coalición Liberal-Nacional que encabezaba ganó las elecciones generales con mayoría absoluta. Bajo su mandato se tomaron medidas económicas para corregir la estanflación, entre ellas un fuerte recorte de gasto público; se aprobó la Ley de derecho territorial de los aborígenes australianos en el Territorio del Norte (1975) y hubo un notable incremento de la inmigración asiática. Australia jugó también un relevante papel internacional tanto en el Sudeste Asiático como en el entorno del hemisferio sur, oponiéndose a las políticas de apartheid en Sudáfrica y Rodesia del Sur.
Después de revalidar el cargo en las elecciones de 1977 y 1980, cayó derrotado en los comicios de 1983 frente al laborista Bob Hawke. Tras renunciar tanto a la presidencia de los liberales como a su escaño en la Cámara, estuvo trabajando como observador ante la Organización de las Naciones Unidas y la Mancomunidad de Naciones. En los últimos años de su vida se fue distanciando del Partido Liberal hasta que en 2009 puso fin a su militancia, en desacuerdo con la elección de Tony Abbott como nuevo líder de la formación.

## Biografía
Fraser provenía de una familia de clase alta que había hecho fortuna con la cría de ovejas; su padre poseía una finca de 15.000 hectáreas en Moulamein, Nueva Gales del Sur, donde pasó la mayor parte de su infancia. Su abuelo paterno Simon Fraser había sido miembro del parlamento de Victoria en el periodo colonial, así como uno de los fundadores del Senado de Australia y representante del estado de Victoria por varios partidos conservadores entre 1901 y 1913.
Después de completar la educación secundaria en el Melbourne Grammar School, a los 18 años viajó a Reino Unido para estudiar Filosofía, Política y Económicas en el Magdalen College de la Universidad de Oxford, licenciándose en 1952 con honores de tercera clase. Ese mismo año regresó a Australia con la intención de gestionar una nueva finca cerca de Melbourne, pero lo dejó para entrar en política por el Partido Liberal.
Estuvo casado desde 1956 con Tamara M. Beggs y tuvo cuatro hijos.
Malcolm Fraser falleció el 20 de marzo de 2015, a los 84 años. Su tumba puede visitarse en el panteón de primeros ministros del Cementerio General de Melbourne.

## Trayectoria política
Malcolm Fraser fue miembro de la Cámara de Representantes de Australia por la circunscripción de Wannon (Victoria) desde 1955 hasta 1983, siempre en representación del Partido Liberal.
Se presentó por primera vez en las elecciones federales de 1954, donde fue derrotado por el laborista Don McLeod por solo diecisiete votos de diferencia, pero al año siguiente venció la elección parcial con una cómoda ventaja gracias a la reorganización del distrito. Su nombramiento a los 25 años le convertía en uno de los parlamentarios más jóvenes en la historia del país. Durante este tiempo trabajó estrechamente con el primer ministro Robert Menzies.
En 1966 fue nombrado ministro del Ejército en el gobierno del primer ministro Harold Holt, siendo responsable del programa de reclutamiento para la guerra de Vietnam. En aquella época el servicio militar en Australia era obligatorio, por lo que hubo numerosas protestas contra el papel del país en el conflicto. Un año después se produjo la desaparición de Holt mientras nadaba en la costa; el nuevo primer ministro, John Gorton, confió a Fraser la cartera del ministerio de Educación y Ciencia (1967-1969) y del ministerio de Defensa (1969-1971), donde afrontaría de nuevo la problemática en Vietnam.
Con la figura de Gorton cada vez más cuestionada entre la opinión pública y sus socios de coalición, Fraser dimitió en marzo de 1971 y alegó que el líder del país «no está capacitado para el cargo» por su incapacidad para consensuar medidas. Este movimiento forzó una moción de confianza en el seno del Partido Liberal que provocó la renuncia de Gorton. El nuevo primer ministro William McMahon tuvo que nombrar a Gorton como nuevo ministro de Defensa, mientras que Fraser recuperó la cartera de Educación. Como consecuencia de esta crisis, los liberales cayeron derrotados en las elecciones federales de 1972 y cedieron el gobierno al Partido Laborista.
Durante el gobierno de Gough Whitlam, Fraser ejerció como ministro en la sombra bajo las órdenes de Billy Snedden. Después de que los liberales volviesen a perder en las elecciones adelantadas de 1974, Fraser se impuso a Snedden en una moción de confianza y asumió el liderazgo del Partido Liberal a partir del 21 de marzo de 1975.
A lo largo de 1975 el gabinete Whitlam se vio afectado por varios casos de corrupción y por la recesión económica del país. Consciente de que los liberales podían recuperar el poder en un nuevo adelanto electoral, Fraser lideró la oposición al gobierno laborista a través del Senado de Australia, controlado por los liberales y con poder de veto en la aprobación de leyes. Tras meses de bloqueo institucional, el 11 de noviembre de 1975 se produjo una crisis constitucional por la que el gobernador general de Australia, Sir John Kerr, destituyó a Whitlam y nombró a Fraser primer ministro en funciones.

### Primer ministro (1975-1983)
Fraser ejerció como primer ministro de Australia desde el 11 de noviembre de 1975 hasta el 11 de marzo de 1983.
En las elecciones federales de 1975, celebradas un mes después de la crisis, Fraser se presentó al frente de la Coalición Nacional-Liberal y obtuvo mayoría absoluta con 91 escaños de los 127 posibles, la mayor ventaja en la historia de la democracia australiana. De haberse presentado en solitario, los liberales habrían obtenido igualmente esa mayoría al aportar 68 escaños.
El plano económico estuvo centrado en corregir la estanflación que se había producido a comienzos de los años 1970. Fraser llevó a cabo medidas keynesianas para favorecer la creación de empleo, que incluían entre otras medidas la reducción de impuestos a grandes empresas. Al mismo tiempo mantuvo la mayoría de los programas sociales aprobados bajo el mandato de Whitlam, aunque hubo una mayor restricción fiscal. Para financiar sus medidas se redujo el gasto público en casi todas las agencias nacionales. En 1977 nombró ministro del Tesoro a John Howard, quien años después terminaría asumiendo el liderazgo liberal; aunque Howard era más partidario del libre mercado y de la desregulación financiera, Fraser se oponía a esas reformas e impuso su criterio.
En política social hubo un refuerzo de Australia como estado multicultural. En 1976 se aprobó la Ley de derecho territorial de los aborígenes australianos en el Territorio del Norte, que por primera vez contemplaba el reclamo de derechos de tierra basados en ocupación tradicional. Esta medida chocaba con los apoyos tradicionales que la Coalición había tenido hasta la fecha. Respecto a la inmigración, y después de que el gobierno Whitlam hubiese suprimido los últimos aspectos de la política blanca, Australia afrontó la llegada de más de 200.000 inmigrantes asiáticos entre 1975 y 1982, incluyendo más de 56.000 refugiados vietnamitas y 18.000 refugiados libaneses. Fraser estableció servicios como el Instituto de Asuntos Multiculturales, especializado en servicios para la integración, y la radiodifusora pública Special Broadcasting Service, con una programación multilingüística para los distintos grupos del país. Estas medidas contrastan con el fuerte recorte de gasto que se produjo en varias empresas públicas, entre ellas la radiotelevisión estatal.
Respecto a los territorios externos, en 1978 se formalizó la compra de las Islas Cocos a la familia Clunies-Ross y en 1979 la Isla Norfolk obtuvo el autogobierno.
En política internacional, Australia se opuso firmemente al apartheid e intercedió ante la primera ministra británica Margaret Thatcher para que reconociese la independencia de Zimbabue en 1979. También reconoció la ocupación indonesia de Timor Oriental con el pretexto de garantizar la estabilidad del Sudeste Asiático. Considerado a sí mismo un firme anticomunista, Australia se mantuvo próximo a Estados Unidos y apoyó el boicot a los Juegos Olímpicos de Moscú 1980, pero no pudo evitar que el Comité Olímpico Australiano enviara una delegación bajo la bandera olímpica.

#### Últimos meses
La popularidad de Fraser cayó a comienzos de los años 1980, coincidiendo con una nueva recesión económica, la depreciación del dólar australiano y la ineficacia de algunas medidas planteadas para corregir esa crisis. Aunque la Coalición Nacional-Liberal revalidó el triunfo en las elecciones de 1980, lo hizo a costa de perder el control del Senado. A las disputas internas entre los liberales se sumó también la creciente popularidad de Bob Hawke, expresidente del Consejo Australiano de Sindicatos, como futuro candidato del Partido Laborista. En 1983 Fraser forzó un adelanto electoral con la esperanza de que Bill Hayden fuese su rival, pues las encuestas le auguraban un peor resultado, pero para su sorpresa éste cedió el testigo a Hawke.
Finalmente, el 5 de marzo de 1983 los laboristas vencieron a la Coalición con veinticinco escaños de ventaja. Fraser dimitió inmediatamente como líder liberal y renunció al escaño en la Cámara de Representantes.

## Vida posterior
Después de perder la presidencia, Fraser trabajó como observador ante la Organización de las Naciones Unidas y la Mancomunidad de Naciones en asuntos relativos a Sudáfrica. En 1989 trató de convertirse en el Secretario General de la Mancomunidad, pero tuvo que retirar su candidatura por falta de apoyos; el elegido en última instancia fue el nigeriano Emeka Anyaoku. Entre 1984 y 1986 fue colaborador del American Enterprise Institute, un gabinete de ideas vinculado a los conservadores estadounidenses.
Fraser fue presidente internacional de la agencia CARE, dedicada al desarrollo de proyectos en países en vías de desarrollo, desde 1990 hasta 1995.
A pesar de que se había retirado, mantuvo un papel activo en la política australiana. En 1993 trató sin éxito de presentarse a la presidencia del Partido Liberal, en aquel momento inmerso en una profunda crisis. Durante el gobierno de John Howard se mostró muy crítico con su política exterior, lo que le llevó a enfrentarse a varios líderes liberales que renegaron tanto de su legado pro-inmigración como de las medidas económicas que había tomado. Con la victoria de Tony Abbott en las primarias liberales de 2009, Fraser puso fin a su militancia en el Partido Liberal alegando que «ya no es un partido liberal, sino un partido conservador».